# Michael Kempter (Fussballspieler)
Michael Kempter (* 12. Januar 1995 in Schlieren) ist ein philippinisch-schweizerischer Fussballspieler.

## Karriere

### Verein
Kempter begann seine Laufbahn beim FC Rudolfstetten, bevor er in die Jugend des FC Zürich wechselte. Am 25. Mai 2013, dem 30. Spieltag der Saison 2012/13, debütierte er beim 3:3 gegen Étoile Carouge für die zweite Mannschaft des FCZ in der drittklassigen 1. Liga Promotion, als er in der Startelf stand. Dies blieb sein einziger Einsatz im Herrenbereich in dieser Spielzeit. 2013/14 spielte er sechsmal in der dritthöchsten Schweizer Spielklasse. 2014/15 avancierte er zum Stammspieler der FCZ-Reserve und kam bis Saisonende zu 19 Einsätzen in der Promotion League. 2015/16 folgten 23 Partien für die zweite Mannschaft. Zudem gab er am 24. April 2016, dem 30. Spieltag, beim 0:3 gegen den BSC Young Boys sein Debüt für die Profis in der erstklassigen Super League, als er in der 81. Minute für Vinícius Freitas eingewechselt wurde. Bis Saisonende absolvierte er zwei Spiele in der ersten Schweizer Liga. Der FCZ stieg schlussendlich in die zweitklassige Challenge League ab. In der folgenden Spielzeit 2016/17 bestritt er 12 Partien in der zweithöchsten Schweizer Spielklasse, wobei er ein Tor erzielte. Die Mannschaft erreichte den sofortigen Wiederaufstieg. Im Schweizer Cup kam er zweimal zum Einsatz; der FC Zürich schied im Viertelfinale gegen den FC Basel aus. Ausserdem spielte er dreimal für die Reserve in der Promotion League. 2017/18 wurde er aufgrund eines Kreuzbandrisses nur viermal in der zweiten Mannschaft eingesetzt, nach einer weiteren Verletzung verpasste er die Saison 2018/19 komplett. In der Spielzeit 2019/20 absolvierte er 13 Spiele in der Super League und zwölf Partien für die zweite Mannschaft in der Promotion League. Zur Saison 2020/21 schloss er sich dem Zweitligisten Neuchâtel Xamax an. Bis zum Ende der Saison kam er zu 26 Spielen in der Challenge League. Zur folgenden Spielzeit 2021/22 unterschrieb er einen Zweijahresvertrag beim Superligisten FC St. Gallen. Verletzungsbedingt kam er dort in den beiden Jahren jedoch nur auf 22 Einsätze. Im Sommer 2023 wechselte er zum Ligakonkurrenten Grasshopper Club Zürich. Nach zwei Spielzeiten, in denen er fünf Ligaspiele bestritt, wechselte er im Sommer 2025 nach Thailand zum Erstligisten Muangthong United.

### Nationalmannschaft
Kempter bestritt zwischen 2014 und 2016 insgesamt sechs Spiele für Schweizer U-Nationalmannschaften, bevor er den Verband wechselte und am 7. Juni 2021 beim 0:2 gegen China im Rahmen der Qualifikation zur Weltmeisterschaft 2022 im philippinischen A-Nationalteam debütierte, als er in der Startelf stand.

## Sonstiges
Michael Kempter ist der Bruder von Kevin Kempter.